# Brigitte Yagüe
Brigitte Yagüe (n. 15 martie 1981, Palma, Insulele Baleare⁠(d), Spania) este o sportivă ce a reprezentat Spania, medaliată olimpică. A participat la 2 ediții ale Jocurilor Olimpice (2004, 2012) în care a câștigat o medalie de argint.